# 나병모
나병모(羅炳模, 1960년 10월 27일~)는 대한민국의 언어학자이다.
한남대학교 영어영문학과를 졸업하였으며, 1983년 고려대학교 대학원 영어영문학과에서 〈영어의 변항결속〉이라는 논문으로, 석사학위를 취득한 후 1990년, 〈논리형태의 인가조건에 관한 연구〉이라는 논문으로 동대학원에서 박사학위를 취득하였다.
현재 대진대학교 영어영문학과 교수로 재직중이다.

## 저서
- 구구조의 생성(1988) (공저)
- 현대언어학의 흐름. (1991) (역서)
- 장벽이론과 논리형태 (1992)
- 영어통사론 (1994)
- 언어학의 이해 (1996) (공역)
- 동인영문독해 (1996) (공편)
- 실용영문독해. (1999) (공저)
- 영어의 구조 (2001)
- Reading Skills (2004) (공저)
- Reading Analysis (2005) (공저)
- 영어구문분석 (2008)
- English News Listening (2009)
- 핵심영문법 (2011)
- Basic VOA Listening (2013)
- Advanced VOA Listening (2013)
- English Words and Their Stories (2015)
- 토익영문법 (2016)
- 변형영문법 (2017)